# Kiyoshi Uematsu
Kiyoshi Uematsu Treviño (Santurtzi, 10 luglio 1978) è un judoka spagnolo.

## Biografia
Suo padre è giapponese e sua madre è spagnola. Anche suo fratello maggiore, Kenji, è un judoka di calibro internazionale. Ha rappresentato la Spagna ai Giochi olimpici estivi di Sydney 2000, Atene 2004 e Londra 2012.

## Palmarès
- Mondiali

Il Cairo 2005: bronzo nei 73 kg;
- Europei

Düsseldorf 2003: argento nei 73 kg;
Bucarest 2004: oro nei 73 kg;
Lisbona 2008: argento nei 73 kg;
- Giochi del Mediterraneo

Almería 2005: oro nei 73 kg;
Pescara 2009: bronzo nei 73 kg;